# Neoperla lahu
Neoperla lahu är en bäcksländeart som beskrevs av Bill P.Stark 1983. Neoperla lahu ingår i släktet Neoperla och familjen jättebäcksländor. Inga underarter finns listade i Catalogue of Life.